# Alfred Horne
James Alfred Horne dit Buddy Horne, né le 4 octobre 1933 à Toronto et mort le 25 février 1977 à Parry Sound, est un joueur canadien de hockey sur glace. Lors des Jeux olympiques d'hiver de 1956, il remporte la médaille de bronze.

## Biographie
James Alfred Horne naît le 4 octobre 1933 à Toronto en Ontario au Canada.
Il fait ses débuts au niveau junior avec les Dukes de Weston (en) en 1950. Après avoir passé la saison 1951-1952 avec les Black Hawks de Galt de l'Association de Hockey de l'Ontario, il accède au niveau senior en se joignant aux Dutchmen de Kitchener-Waterloo (en). Au cours de son passage avec l'équipe, qui dure jusqu'en 1958, il remporte une coupe Allan, remise chaque année aux champions canadiens seniors de hockey sur glace masculin, en 1955 et est invité à représenter le Canada aux Jeux olympiques d'hiver de 1956. Lors du tournoi, il joue trois matchs, marque un but et remporte une médaille de bronze pour son pays.
Il passe la saison 1958-1959 avec les Dunlops de Whitby (en), bien qu'il ne joue que six matchs avec eux avant de prendre congé pendant deux ans. À son retour, il partage son temps entre les Tigers de Waterloo de l'Association de hockey senior de l'Ontario et les All-Stars de Toronto, une équipe indépendante, avant de prendre une autre pause du sport, cette fois pour trois ans. Il effectue un retour de trois saisons à partir de 1965, les deux premières avec les Pepsis d'Orillia (en) et la dernière avec les Kings de Collingwood. En 1968, il accroche définitivement ses patins.
Buddy Horne meurt le 25 février 1977 à Parry Sound en Ontario, à l'âge de 43 ans.

## Palmarès
- Médaille de bronze aux Jeux olympiques de Cortina d'Ampezzo en 1956